# Distrito de Pichacani

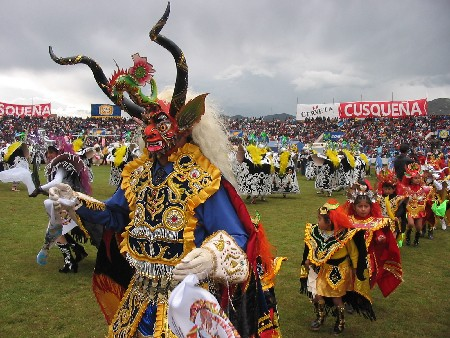
Trajes de luces

El distrito de Pichacani es uno de los quince distritos de la provincia de Puno en el departamento de Puno, bajo la administración del Gobierno regional de Puno, en el Perú.
Desde el punto de vista jerárquico de la Iglesia católica forma parte de la Prelatura de Juli en la Arquidiócesis de Arequipa.

## Ubicación de puntos geográficos
Ubicado en el altiplano a una altitud de 3975 m sobre el nivel del mar, a orillas del lago Titicaca.

## Historia
El distrito fue creado el 2 de mayo de 1854, durante el gobierno del Presidente Ramón Castilla.
El nombre de Pichacani deriva de Pissakani o sea lugar de perdices. Otros de la palabra quechua Picha-Kani, que significa “quien seré yo”. 
Periodo preinca
La época en que llegó el hombre a la meseta del altiplano no está determinada con exactitud, sin embargo existen hipótesis del origen de los diferentes grupos humanos diseminados en la meseta. En este periodo el ámbito distrital estuvo enmarcado en el interior del imperio kolla; perteneciendo a la jurisdicción de la cultura tiahuanaco, así lo testifican los restos arqueológicos existentes en la zona.
Periodo incaico
En el periodo de los incas la división geográfica y política de los pueblos aborígenes fue un hecho importante, es que la agricultura inca era la más desarrollada, como consecuencia se mejoró la agricultura de la zona, más que todo en la infraestructura agrícola, algunas de estas obras aún se encuentran ubicadas en las comunidades de achaca, nuñumarca y soquesani.
periodo de la conquista y la colonia:
Los primeros españoles en pisar la meseta del Collao, fueron: Diego Agüero Y Pedro Martínez de Moguer, quienes fueron enviados desde cusco por el gobernador don Francisco Pizarro. Estos dos conquistadores partieron a principios de diciembre de 1533, rodeados de adecuada escolta cuzqueña que Manco Inca les concedió.
Descubrimiento de las minas de Pichacani
Los españoles al llegar a la meseta del altiplano, después de recoger los tesoros de los pueblos conquistados; salieron a expediciones en busca de asientos mineros, encontraron las minas de laykakota, precisamente en el año de 1657 y paralelo a esta fecha hallaron las minas de Pichacani y otros asientos mineros como el de Chilauyo, Morrocoy, Andamarca y otros.
El asiento minero de Pichacani llegó a constituir el asiento minero más importante de la colonia, al igual que san Antonio de Esquilache; en ellas se explotaban oro, plata, hierro, antimonio y plomo. Desde esa época aún se observa: Pichacani en la revolución de Túpac Amaru.
En mayo de 1781 Túpac Katari, el caudillo aimara, al frente de ilaveños y acoreños terminó de dejar en ruinas Chuchito, casi todas las ciudades de la provincia de Chuchito fueron arrasadas; fueron también atacadas acora, pichacani, san Antonio de Esquilache.
Pichacani sufrió un desastre en 1781. Muchas haciendas en este tiempo perdieron el total de su capital de ganado; las casa de los españoles de Pichacani fueron asaltadas, saqueadas, incendiadas y todo su ganado desapareció; quedando solo ruinas de las casas inhabilitadas.

## Población
La población actualmente es de 6 134 habitantes, de los cuales 83,8 % viven en el área rural y el 16,3 % el área urbana.

## División administrativa
El área total del distrito de 1 633,48 km², distribuidos entre comunidades campesinas y centros poblados menores.

### Centros poblados
- C.P. HUACCOCHULLO JATUCACHI
- C.P. HUARIJUYO
- C.P. PICHACANI
- C.P. VILUYO

## Hitos urbanos
Destaca su centenaria Plaza de Armas, su hermoso templo colonial y sus pintorescas calles empedradas.

## Autoridades

### Municipales
- 2015 - 2018[2]
  - Alcalde: Sergio Eber Carbajal Perez, de Somos Pueblo.
  - Regidores:

  1. Concepción Rodríguez Mamani (Democracia Directa)
  2. Wuile Mamani Rojas (Democracia Directa)
  3. Lorenza Sofía Cruz Cahuana (Democracia Directa)
  4. Cresincio Víctor Jorge Choquehuanca (Democracia Directa)
  5. Saturnino Cruz Cahuana (Por las Comunidades Fuente de Integración Andina de Puno - CONFIA - Puno)

## Turismo
- Pichacani

### Servicios turísticos
Es una danza pastoril, de ritual y de conversación intensa, del sector cordillerano, considerándose como una danza típica y vernácula del distrito, se baila en todas las comunidades de las zonas alto andinas del distrito de Lara Quero y acora. Es una expresión de euforia del espíritu criador y trasunto de sus momentos de convivencia con los animales, acompañado de rituales.
Indumentaria
6. Atractivos turístico:
El distrito de pichacani cuenta con múltiples atractivos turísticos que pueden ser aprovechadas: podemos clasificar de la siguiente manera:
a) Arquitectónicos:
Creación del hombre del altiplano, que expresan un testimonio histórico de las civilizaciones de la población del distrito y del altiplano en general, entre ellos tenemos:
- El conjunto arqueológico de cutimbo, a 21.50 KM. De la ciudad de puno en la carretera puno Moquegua.
- Las ruinas de Mallku Amaya, ubicadas en el límite con el distritote puno a 17 KM. De puno, próxima a la carretera puno Moquegua.
- Andenes, en diferentes lugares, actualmente en proceso de deterioro.
- Capillas coloniales, entre ellos: la iglesia de nuestra señora de la natividad y la iglesia de la virgen de Asunción.

b) pictóricos:
Cuenta con dibujos y pinturas, de la época prehistórica de la cueva de pabellón, en el valle de las rocas de pok´e de la comunidad de cutimbo, actualmente deteriorada.
c) paisajísticos:
Existen lugares que expresan un sentimiento de majestuosidad, entre ellos tenemos:
Puente bello, atractivo natural de belleza impresionante, se encuentra en el sector titiri de la comunidad de Jatucachi, KM. 100 de la carretera puno Moquegua. Posee un volcán por donde salen torbellinos de humo y materiales abrasadas, expide lodo caliente.
Catarata de chingo huaranca, ubicada en la comunidad e jatucachi, a cuarenta KM. De laraqueri, KM. 6 desvío puente taruca, catarata donde se realiza la unión de dos ríos.
Cañón encantado de huallata occochahui, formación de cañón, se refleja a un callejón de rocas, se encuentra también en la comunidad de jatucachi sector central, se va por la trocha desvío puente taruca.
Aguas termales, existen dos fuentes de aguas termales importantes:
- Kcollpa apacheta, ubicado en la parcialidad de loripongo.
- Puente bello,

bosque de rocas, existen dos: uno ubicada en la comunidad de tunquipa, en el lugar denominado kellkata, formaciones geológicas de rocas que tienen formas humaniodes, torres; el otro se ubica en el lugar denominado torre torrini de la parcialidad de loripongo, con formas de iglesias,
d) históricos:
- Pueblo d e pichacani.
- Los ingenios mineros y las piedras para moler metal.
- Socavones funerales de tunquipa.
- Las cuevas funerales de pampa así de ñuñumarca.
- culturales

Con esta denominación se puede considerar al folclore y las manifestaciones festivo religiosas, a través de danzas y costumbres ya descritas.

fiestas sociales
Celebraciones como: rutuchi, matrimonios, fiestas de cumpleaños, vísperas y corrida de toros; vísperas, entrada a caballos de las autoridades y pueblo; corrida de toros, es una actividad tradicional en el distrito, tanto por la calidad del ganado, así como por la afición existente
Costumbres:
Tienen una gran cantidad de Costumbres como el pago a la tierra o “pachamama”.En carnavales se acostumbra a realizar rituales en festejo a los animales llamado “chua”.
El uywa chua, es la ceremonia central de los pastores, se invoca a la pachamama, a los apus por la protección del ganado, de la familia y contra todos los males. La escena central es el wilancho donde se sacrifica a un ganado.
Danzas y música
Es una de las manifestaciones más importantes de la comunicación sociocultural de la población; a través del cual se expresa el sentir y la idiosincrasia de la población rural especialmente. Entre las principales danzas típicas tenemos, el Q'ajelo o Karabotas y Uywa chua hoy bastante practicadas, sin embargo mencionaremos otras que, existieron hoy desaparecidas y algunos que aún se practican.
- Kullawas, en extinción.
- Morenos, practicado
- Sicuris, practicado
- Karabotas, practicado
- Cinta kanas, en extinción
- Choquelas, en extinción
- Chuspi, en extinción
- Uywa chua, practicado
- Pulipuli, en extinción
- Zampoñada, desaparecido
- Pinquillada, en extinción
- Llamero, en extinción
- Chatripulis, en extinción
- Carnaval de laraqueri, practicado
- Chirihuanos, desaparecido